# Мегура (Сучава)
Мегура (рум. Măgura) — село у повіті Сучава в Румунії. Входить до складу комуни Улма.
Село розташоване на відстані 382 км на північ від Бухареста, 78 км на захід від Сучави.

## Населення
За даними перепису населення 2002 року у селі проживали 363 особи.
Національний склад населення села:
| Національність | Кількість осіб | Відсоток |
| -------------- | -------------- | -------- |
| румуни         | 307            | 84,6%    |
| українці       | 56             | 15,4%    |

Рідною мовою назвали:
| Мова       | Кількість осіб | Відсоток |
| ---------- | -------------- | -------- |
| румунська  | 265            | 73,0%    |
| українська | 98             | 27,0%    |